# Rio Água Suja
Rio Água Suja é um curso d'água brasileiro, com nascente na Serra da Tromba, parte da Chapada Diamantina entre as cidades de Abaíra e Piatã, um dos afluentes do rio de Contas.
É o principal rio que corta a região do Catolés naquela serra, onde também tem sua nascente o rio de Contas. Seu nome vem do fato de que suas águas possuem uma cor escura.
Tem por seus principais afluentes o rio Ribeirão e o riacho Machado, e seu curso atravessa grandes altitudes, como registraram Zappi e outros: "tem sua cabeceira na Serra da Mesa e corre através de várias serras íngremes posicionadas de noroeste a sudeste, como a Serra do Porco Gordo (1.490 m), Serra do Pastinho (1.075 m) e a Serra da Estiva (1.183 m), antes de fluir para fora da área abaixo da Serra do Teixeira (901 m) perto de Caraguataí".
Por suas margens, e também por seu afluente, o rio Taborô, os primeiros desbravadores penetraram a Chapada em busca de riquezas minerais, até a Serra da Santana. Hoje sua foz no rio de Contas marca o limite entre os municípios de Piatã e Mucugê.
O rio é transposto pela rodovia BA-148, que liga as cidades de Abaíra a Jussiape, sendo a ponte sobre o curso d'água inaugurada em 2015.
Em 2019 a região de mata ciliar do rio foi alvo de incêndio, a chamas se alastrando de forma incontrolável rumo ao distrito de Arapiranga, em Rio de Contas.
Uma das atrações turísticas da região, é pouco visitado por conta do acesso difícil. Em seu leito fica o Poço das Andorinhas.